# Jean Passepartout
Pour les articles homonymes, voir Passe-partout.
Jean Passepartout est un personnage du Tour du monde en quatre-vingts jours de Jules Verne.

## Caractéristiques du personnage
Jean Passepartout est un Français qui a à peu près 30 ans, très musclé et d'une force herculéenne, en raison des exercices physiques qui étaient monnaie courante dans sa jeunesse. Sa souplesse et son agilité sont étonnantes. Des yeux bleus, un teint animé, des lèvres saillantes, une chevelure indisciplinée, une taille forte et une poitrine, telles sont les marques de la physionomie d'un Parisien costaud et musclé. C'est un vrai Parisien selon Jules Verne. Il a exercé des métiers aussi divers que chanteur ambulant, écuyer dans un cirque, professeur de gymnastique, pour finir comme sergent de pompiers dans la capitale française. Las de cette existence trop active pour lui, il a gagné l'Angleterre, afin de s'installer comme valet dans une maison bourgeoise. Après plusieurs essais, il apprend que Phileas Fogg vient de congédier son domestique et, connaissant la vie sédentaire et très régulière que mène ce dernier, il décide de se présenter chez lui. Le gentleman, sur la foi de bons renseignements, l'embauche. Passepartout est ravi et se voit déjà installé dans la quiétude de cette maison de Saville-row. Car le jeune Français est un être doux, obligeant, d'un dévouement à toute épreuve et d'une honnêteté proverbiale. Sa gaieté et sa loquacité lui permettent de se lier facilement. En outre, il est fidèle, courageux et possède une présence d'esprit très développée, ce qui ne fait aucune ombre à sa modestie.
Mais sa joie et son rêve de tranquillité vont être vite mis à mal, car le jour même de son entrée au service de Fogg, ce dernier décide de relever le défi de faire le tour du monde en quatre-vingts jours. Et voilà le brave garçon embarqué dans une course contre le temps autour de la planète. Ébahi, il en oublie d'éteindre le bec de gaz de sa chambre. Très vite, cependant, sa philosophie qui lui fait toujours voir le bon côté des choses reprend le dessus.
Durant ce long périple, l'astuce et la témérité de Passepartout vont être mises à l'épreuve. Nombre d'aventures et de mésaventures l'attendent sur le chemin. À Bombay, il a une altercation avec des prêtres, ayant pénétré dans la pagode de Malebar-Hill sans se déchausser, ce qui lui vaudra plus tard une arrestation et un procès; il est libéré après le versement d'une caution de deux mille livres. Toujours en Inde, grâce à son audace, il sauve Mistress Aouda du bûcher auquel elle était promise. À Hong-Kong, c'est l'inspecteur Fix qui, l'entraînant dans un bouge, l'enivrera et le droguera, ce qui aura pour effet de le séparer de son maître. Seul, il fera le chemin jusqu'à Yokohama où il intégrera une troupe d'équilibristes. Ayant enfin retrouvé Phileas Fogg, tous s'embarquent pour l'Amérique. Alors que le train qui transporte les voyageurs est attaqué par les Sioux, il parviendra à détacher la locomotive des wagons. Capturé par les Indiens, il manquerait d'être scalpé, sans l'intervention de Fogg pour le délivrer. Ayant compris les manigances de Fix pour retarder le gentleman, il s'en voudra de ne pas avoir averti son maître et se désolera de la perte du pari. Mais c'est grâce à lui et à sa visite au révérend Wilson que sera découverte l'existence d'un jour gagné.
Il restera au service de Phileas Fogg, qui lui remettra une prime de cinq cents livres, mais lui retiendra sur ses gages, pour le principe, « le prix des dix-neuf cent vingt heures de gaz dépensé par sa faute. »

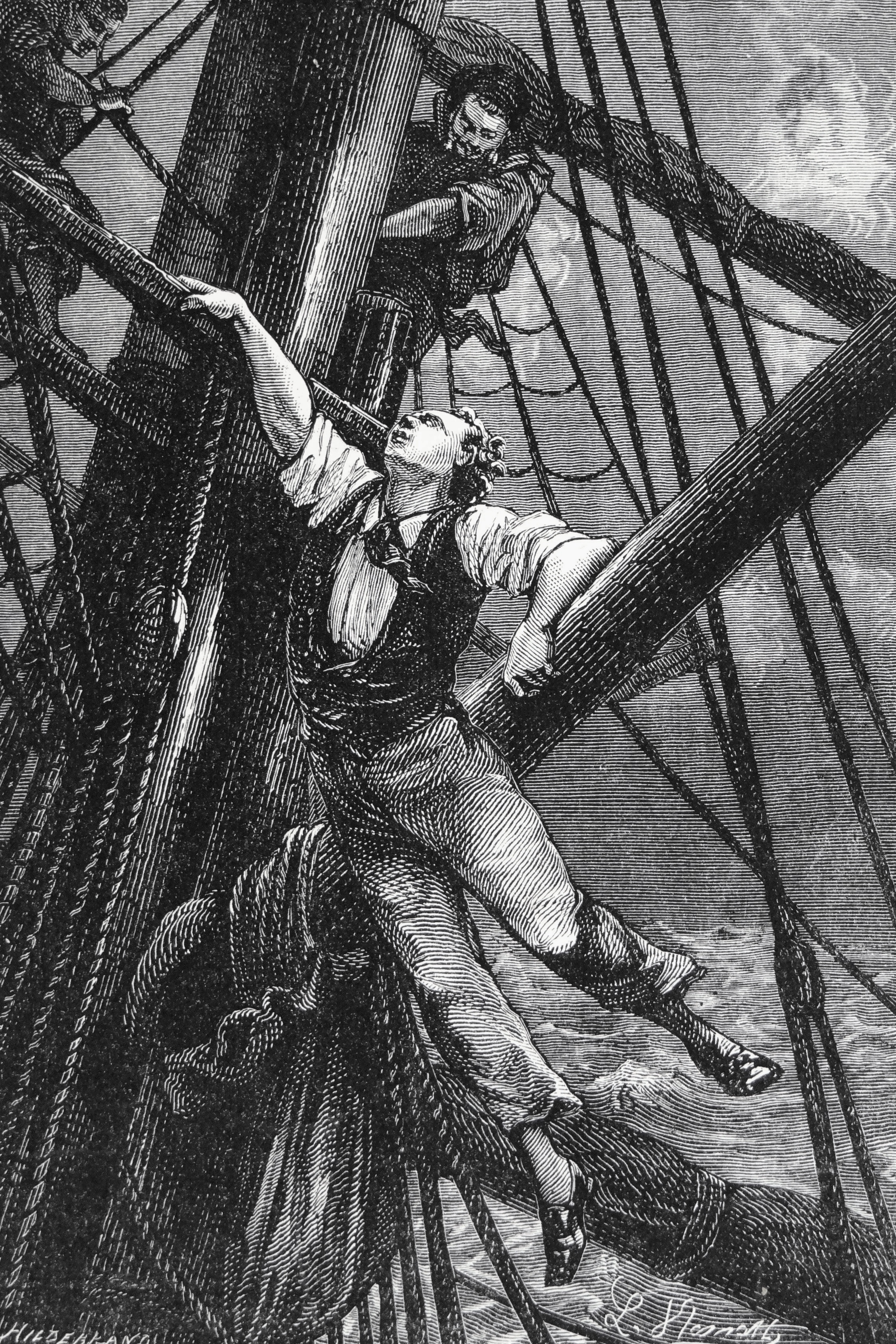
Passepartout grimpant dans la mâture du Rangoon

## Bibliographie

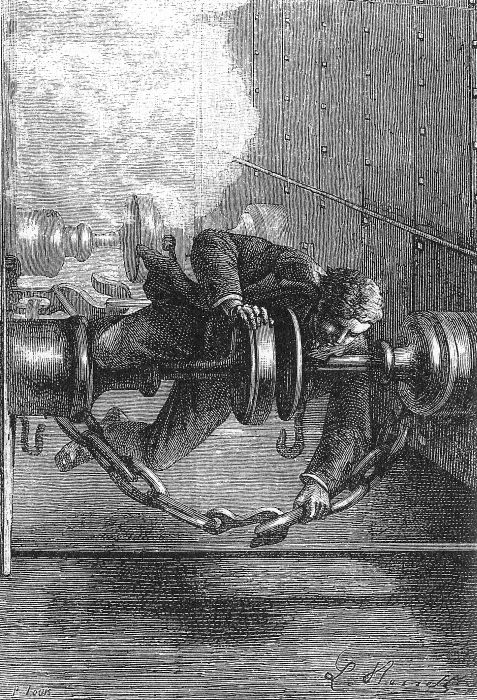
Passepartout décrochant la locomotive du train

## Citation
« Sur ma foi, se dit Passepartout, un peu ahuri tout d'abord, j'ai connu chez Mme Tussaud des bonshommes aussi vivants que mon nouveau maître ! ».

## Commentaires
« À côté de la concentration et de l'intransigeance de Fogg, il incarne la débrouillardise, le courage, la fantaisie et une spontanéité dite française ».

## Filmographie
- Cantinflas incarne le personnage dans le film de Michael Anderson en 1956
- Dans le téléfilm d'André Flédérick en 1979, le rôle échoit à Roger Pierre
- Eric Idle tient le rôle dans la mini-série de 1989
- Dans la version de Frank Coraci, le personnage est interprété par Jackie Chan
- Dans la série télévisée The Secret Adventures of Jules Verne, Michel Courtemanche tient le rôle de Passepartout.
- En 2021, le rôle est interprété par l'acteur français d'origine malienne Ibrahim Koma dans la série britannique Le Tour du monde en quatre-vingts jours de Simon Crawford Collins. Le passé de Passepartout diffère du personnage du roman original, ayant été autrefois marin et voleur à Hong-Kong et ayant un frère qui participe à la Commune de Paris.

## Théâtre
Jean Passepartout reparaît dans la pièce tirée du roman par Jules Verne et Adolphe d'Ennery et représentée le 7 novembre 1874 au théâtre de la Porte-Saint-Martin. Son personnage est différent. Au début employé du Club des Excentriques, il devient domestique de Phileas Fogg et finit par se marier avec Margaret, une lingère.